# メンフクロウ科
メンフクロウ科（メンフクロウか、Tytonidae）は、鳥綱フクロウ目に属する科。模式属はメンフクロウ属。

## 分布
アフリカ大陸、北アメリカ大陸、南アメリカ大陸、ユーラシア大陸南部および西部、インドネシア、オーストラリア、スリランカ、ソロモン諸島、パプアニューギニア、マダガスカル

## 形態
顔の周囲を縁取る羽毛（顔盤）はハート型。目の虹彩は黒く、足の指に羽毛は生えていない。
鎖骨（暢思骨）と胸骨は癒合する。第2趾と第3趾はほぼ同じ長さで、第3趾内側には鋸状の突起がある。

## 分類
以下の分類・英名はIOC World Bird List (v 9.1)に、属和名は山階 (1986)に、種和名は山崎ら (2017)に従う。
- ニセメンフクロウ属 Phodilus
  - Phodilus assimilis セイロンニセメンフクロウ Sri Lanka bay owl
  - Phodilus badius ニセメンフクロウ Oriental bay owl
  - Phodilus prigoginei コンゴニセメンフクロウ Congo bay owl
- メンフクロウ属 Tyto
  - Tyto alba メンフクロウ Western barn owl
  - Tyto aurantia ニューブリテンメンフクロウ Golden masked owl
  - Tyto capensis ミナミメンフクロウ African grass owl
  - Tyto deroepstorffi アンダマンメンフクロウ Andaman masked owl
  - Tyto furcata アメリカメンフクロウ American barn owl
  - Tyto glaucops ヒスパニョラメンフクロウ Ashy-faced owl
  - Tyto inexspectata ミナハサメンフクロウ Minahassa masked owl
  - Tyto javanica オーストラリアメンフクロウ Eastern barn owl
  - Tyto longimembris ヒガシメンフクロウ Eastern grass owl
  - Tyto manusi マヌスメンフクロウ Manus masked owl
  - Tyto multipunctata ヒメススイロメンフクロウ Lesser sooty owl
  - Tyto nigrobrunnea スラメンフクロウ Taliabu masked owl
  - Tyto novaehollandiae オオメンフクロウ Australian masked owl
  - Tyto rosenbergii セレベスメンフクロウ Sulawesi masked owl
  - Tyto sororcula モルッカメンフクロウ Moluccan masked owl
  - Tyto soumagnei マダガスカルメンフクロウ Red owl
  - Tyto tenebricosa ススイロメンフクロウ Greater sooty owl

## 生態
森林や草原などに生息する。主に夜行性だが、昼間に活動する種もいる。
食性は動物食で、昆虫、魚類、両生類、鳥類、哺乳類などを食べる。消化できなかった毛や骨は小さな塊（ペレット）にして吐き出す。
繁殖形態は卵生。樹洞や岩の隙間、地表に巣を作り、卵を産む。抱卵はメスのみが行う。

## 人間との関係
民家に巣を作り、ネズミを捕食するため大切に扱われる事もある。
開発による生息地の破壊、獲物の減少などにより生息数が減少している種もいる。逆に人為的に移入され在来の動物を捕食している種もいる。

## 画像

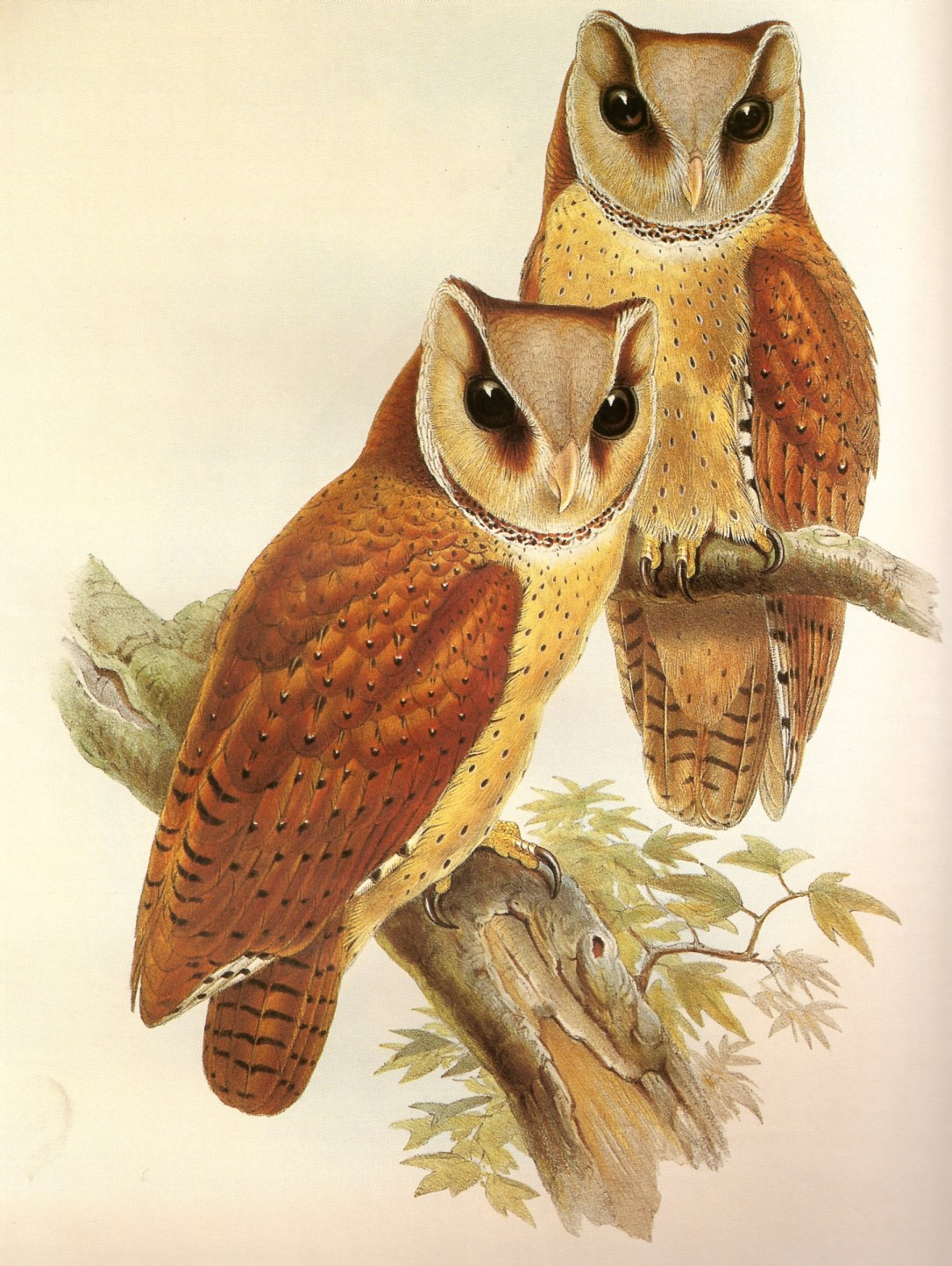
ニセメンフクロウ P. badius